# Parapalystes cultrifer
Parapalystes cultrifer är en spindelart som först beskrevs av Pocock 1900.  Parapalystes cultrifer ingår i släktet Parapalystes och familjen jättekrabbspindlar. Inga underarter finns listade i Catalogue of Life.